# Битва при Альменаре (1710)
Битва при Альменаре (исп. Batalla de Almenar) — сражение, произошедшее 27 июля 1710 года близ города Альменар между испанскими войсками Филиппа V с одной стороны и войсками Священной Римской империи, Великобритании и Соединенных провинций с другой стороны. В этой битве испанцы потерпели поражение и вынуждены были отступить из Каталонии.
Весной 1710 года испанская армия вошла в Каталонию через Арагон. 3 мая к армии присоединился Филипп V. Им противостояла союзная армия из австрийских, английских и голландских войск. В июле генерал этой армии Гвидо фон Штаремберг получил подкрепление и решил атаковать испанцев. Он занял позицию на высотах Альменар. 27 июля прибыли войска ещё одного генерала союзной армии, Джеймса Стэнхоупа.
В начале битвы испанский генерал Франсиско дель Кастильо-и-Фахардо отправил вперед кавалерию, которая вначале успешно атаковала противника, но затем утратила инициативу, начав преследование групп бегущих врагов.
Тогда британская пехота напала на левое крыло испанской армии, солдаты которого побежали с поля боя, увлекая за собой вторую линию. Затем австрийские войска атаковали правое крыло испанцев, едва не захватив в плен Филиппа V.
Испанские войска были вынуждены отступить с поля боя и покинуть Каталонию. Они направились в Арагон, где 20 августа были разбиты при Сарагосе.
После того как войска под его командованием потерпели поражение при Альменаре, Франсиско дель Кастильо-и-Фахардо был отстранен от командования.